# ブシク
ブシク（ウクライナ語: Буськ）はウクライナ・リヴィウ州ブシク地区の市（місто）である。また同地区の行政中心地である。州都のリヴィウからは、北東におよそ51kmの位置にある。
史料（『原初年代記』）上の初出は1097年であり、ヴォルィーニ公国の前哨要塞都市としての役割を担った。また、一時期、ブシク周辺を領土とするブジスク公国が成立している。1241年にはモンゴルのルーシ侵攻によって街は炎上した。中世には1411年にマクデブルク法を採用し、近代では1940年にウクライナ・ソビエト社会主義共和国の市に昇格した。

## 姉妹都市
- Ropczyce(en)（ポーランド）